# Portugal International 1980
Die Portugal International 1980 im Badminton fanden in Lissabon statt. Es war die 15. Auflage dieser internationalen Titelkämpfe von Portugal im Badminton.

## Finalergebnisse
| Disziplin    | Sieger                         | Finalist                    | Ergebnis           |
| ------------ | ------------------------------ | --------------------------- | ------------------ |
| Herreneinzel | David Eddy                     | Gerry Asquith               | 15:6, 9:15, 15:5   |
| Dameneinzel  | Eva Stuart                     | Kathleen Redhead            | 11:5, 11:6         |
| Herrendoppel | David Eddy Elliot Stuart       | Gerry Asquith Ray Rofe      | 15:6, 15:18, 15:11 |
| Damendoppel  | Gillian Clark Kathleen Redhead | Mary Eddy Eva Stuart        | 15:3, 15:5         |
| Mixed        | Ray Rofe Kathleen Redhead      | Gerry Asquith Gillian Clark | 18:13, 15:11       |